# Огуз (могила)

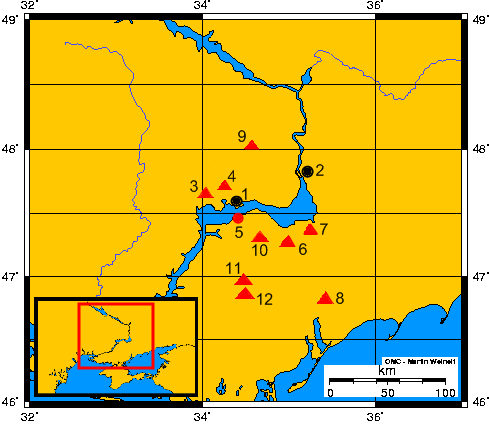
Столиця скіфів Кам'янське городище і так звані скіфські «царські» могили в нижній течії Дніпра:
1) Нікополь (сучасне місто)
2) Запоріжжя (сучасне місто)
3) Товста Могила
4) Чортомлик
5) Кам'янське городище
6) Гайманова Могила
7) Васільевські кургани
8) Мелітопольський курган
9) Олександропільський курган
10) Велика Цимбалка
11) Козел
12) Огуз

46°52′28″ пн. ш. 34°26′06″ сх. д. / 46.87444° пн. ш. 34.43500° сх. д.
Огу́з — курган скіфського царя IV століття до н. е. біля селища міського типу Нижні Сірогози Генічеського району Херсонської області. Найбільший курган причорноморського степу, був розташований біля важливого давнього перехрестя Лівобережжя, дата спорудження кургану: 330—310 роки до нашої ери. У різні часи досліджувався археологами Миколою Веселовським, Вадимом Ротом, Олександром Лєсковим та Юрієм Болтриком. Згідно з дослідженнями Болтрика, з великою ймовірністю, Огуз може бути усипальницею нащадка скіфського царя Атея. Отримані під час досліджень знахідки перебувають у колекції російського Ермітажу та Скарбниці Національного музею історії України.

## Історія дослідження

### Дослідження Миколи Веселовського
У 1890 році археолог Микола Веселовський, який вже зажив слави розкопками багатих скіфських курганів у Криму та Приазов'ї, вирішив почати дослідження найбільшого кургану причорноморського степу — Огузу. Влітку того ж року Нижньосірогозька сільська громада дозволила розпочати роботи.

Дослідження Огузу кінця ХІХ століття

Розкопки кургану тривали чотири польові сезони (1891—1894 роки). За цей час Микола Веселовський встиг, окрім невеликого розкопу у північній полі кургану (1891), перерізати центральну частину насипу траншеєю, орієнтованою з півдня на північ (ширина 21 м), що поступово звужувалася донизу.
У центральній частині насипу було виявлено гігантську (16,3×16,3 м) квадратну яму глибиною 6,4 м, заповнену величезним дикарним камінням. На дні ями, в центрі, відкрито квадратну (6,4×6,4 м) кам'яну гробницю з кам'яною долівкою. Вона складалася з добре обтесаних блоків, поставлених вертикально. Стінки гробниці та її перекриття у вигляді уступчастого склепіння кріпилися за допомогою масивних залізних скріп. Для цього в блоках були просвердлені спеціальні отвори, куди вставлялися скріпи, а потім їх заливали свинцем. Сама гробниця-склеп та принципи її побудови є суто грецькими. У жодному скіфському кургані Нижнього Подніпров'я не знайдено подібних споруд. Це, дуже ймовірно, справа рук грецьких майстрів, запрошених для зведення царської усипальниці.
З південного боку до склепу вів коридор завдовжки 34 м і шириною понад 2 м. На відстані 4 м від входу до склепу лежав охоронець, біля якого знайдено спис, ніж, а також бронзові та кістяні вістря до стріл. У нішах, викопаних у північній та західній стінках ями, виявлені поховання слуг. Біля них знайдено два срібні персні з плоским щитком, пастові намистини, бронзові сережки та бронзове дзеркало.
Ще одна ніша у східній стінці виявилася порожньою. На жаль, склеп був неодноразово пограбований. В ньому знайдено лише кілька десятків золотих бляшок різних типів, розбиті амфори, уламки списів. Біля входу знайдено золоті ґудзики. На цьому дослідження Миколи Веселовського завершились.

### Дослідження Вадима Рота
Однак через вісім років про курган Огуз знову почули. Осінніми дощами 1901 року була підмита одна з прямовисних стін старого розкопу. Після її обвалу місцеві селяни знайшли тут кілька золотих речей. Звістка про це швидко облетіла всю округу і почалися скарбошукацькі розкопки.
У різних місцях кургану, головним чином у південно-західній полі, знаходили все нові й нові золоті речі. Місцевою владою не було вжито ніяких заходів щодо охорони кургану. Археологічна комісія змушена була звернутися з листом до таврійського губернатора з проханням встановити на кургані охорону і конфіскувати награбовані коштовності. Навесні 1902 року для додаткового дослідження кургану з бригадою досвідчених землекопів виїхав Вадим Рот.
З великими труднощами вдалося покласти край грабіжницьким розкопкам Огуза, але прагнення збагатитися призвело до того, що місцеві жителі почали розкопки курганів по всій окрузі. То в одному, то в іншому кургані грабіжники знаходили золоті речі.
Ажіотаж скарбошукацтва приніс величезну шкоду науці, культурі, мистецтву. Одночасно з розкопками Вадим Рот вжив дієвих заходів, аби скупити награбовані коштовності, однак частина їх все ж потрапила до приватних колекцій. Серед знахідок, переданих до петербурзького музею Ермітаж, була велика кількість золотих прикрас. Це різноманітні пронизки, напівсферичні ґудзики з петелькою на звороті, численні бляшки різного розміру із зображенням маски людини, розетки з шістьма і вісьмома пелюстками, трикутники, прикрашені пуансонним орнаментом, фігурні бляшки з рослинним орнаментом тощо.
Найцікавіші бляшки у вигляді орла, що летить, і левиці, що лежить. Крім того, не можна бути впевненим, що усі речі, зібрані Вадимом Ротом, походять саме з Огузу. Це значною мірою знецінює їх як археологічне джерело, хоча вони, безперечно, є чудовими мистецькими витворами. Поглянути хоча б на золоту голівку оленя, яка була, ймовірно, прикрасою головного убору.
Попри очевидний інтерес і важливість кургану Огуз, російський уряд не надав коштів, потрібних для повного дослідження цієї пам'ятки. Вадим Рот змушений був обмежитися прокладанням єдиної траншеї у південно-західній полі кургану, там, де за повідомленням місцевих жителів, зустрічалися золоті речі.
У цій полі було виявлено ще одну могилу, пограбовану у давнину. З неї грабіжники пробили хід до центральної могили. Навіть важко уявити, якою грандіозною була здобич грабіжників, адже Вадим Рот та скарбошукачі, що випередили його, знайшли у грабіжницькому ході сотні масивних виробів із золота й срібла (головним чином, деталі кінського убору).
Щонайменше сім коней у багатих уборах були поховані в Огузі. Чотири убори аналогічні тим, що були знайдені в Чортомлику та Козлі. Це фігурні, пластинчасті, прикрашені гравіюванням налобники зі скульптурною головою звіра, фігурні нащічники двох типів з зображеннями птахів, круглі, плоскі або опуклі ґудзики, масивні діжкоподібні пронизки, дзвіночки, серпоподібні або круглі бляшки, що висять на ланцюжках тощо. Інші вуздечкові набори цілком оригінальні. Це срібний налобник у вигляді фігурки левиці, що готується стрибнути, а також литий ажурний нащічник з гравіюванням, який, певно, належить до цього ж набору.
Зображення лева є дуже характерним для кінського убору Огуза. Так, до складу ще одного срібного набору упряжі входить пластинчастий налобник, на якому викарбувані чотири голови левів, причому дві нижні повернуті мордами одна до одної. Вершину цього налобника прикрашає голова левиці на високій шиї. У тому ж стилі виконано чотири фігурні пластини: рельєфне зображення голови левиці фланкують дві викарбувані стилізовані морди тварин. Аналогічне зображення є також на срібних карбованих нащічниках цього набору. Крім того, в центрі нащічників зображений олень з гіллястими рогами; позаду нього, лапами один до одного, лежать два леви з роззявленими пащами.
Найефектніший — вуздечковий набір, до складу якого входять срібний налобник, прикрашений головою грифона, чотири великі срібні, вкриті золотом, свастикоподібні бляшки, на яких зображені голівки чотирьох загнузданих коней. Незвичайними є нащічники цього убору: срібні, вкриті золотою фольгою, вони не мають аналогів у всьому скіфському мистецтві (на жаль, дуже погано збереглися).
Судячи з фотографій, зроблених одразу ж після знахідки, на нащічниках були зображені три людські фігури. Під час реставрування нащічники не вдалося повністю відновити. Найкраще збереглася права жіноча фігура, зображена у профіль: жінка боса, у довгій сукні з короткими рукавами; зігнута в лікті ліва рука лежить на животі. Від центральної частини композиції вціліла лише людська голова, показана в фас, і частина правої руки, піднятої догори. Найгірше збереглася ліва фігура, яка була, очевидно, аналогічна до правої.

### Дослідження Олександра Лєскова
Як писав у 1971 році Олександр Лєсков: «…Минуло 70 років після робіт В. М. Рота на Огузі. А найграндіозніший курган Скіфії ще чекає на свого дослідника. Немає сумніву у доцільності повного дослідження цієї видатної пам'ятки». Дослідник справедливо вважав, що в могилі мають бути й інші поховання. У своїх припущеннях він спирався на той факт, що у 1891 році Микола Веселовський у північній розвідковій траншеї виявив материковий викид на дуже значній відстані від центральної могили.
Микола Веселовський вважав, що цей викид походить з двох бокових могил. «Чи був правий відомий вчений? — запитував у свої праці Олександр Лєсков. — Відповідь на це питання повинні дати нові розкопки, які, можливо, відкриють нові поховання і, безумовно, дадуть неоціненний матеріал для відповіді на питання, яким чином і у скільки прийомів створювався цей грандіозний пам'ятник Скіфії. Подальші розкопки необхідні.»
Тож у 1972 році Херсонська експедиція Інституту археології АН УРСР під керівництвом Олександра Лєскова продовжила розкоп Огузу. Хоча значних знахідок дослідження в цьому сезоні не дали, проте вдалося отримати й зафіксувати картину влаштування гігантського насипу.
Надумані звинувачення Олександра Лєскова в сіонізмі та загибель через хуліганський напад його заступника, ленінградського археолога Олександра Румянцева перервали роботи на кургані на кілька років.

### Дослідження Юрія Болтрика
Лише дослідження Юрія Болтрика поставили крапку у вивченні цієї археологічної пам'ятки. Завершальний етап розкопок припав на 1979—1981 роки. Роботи велися протягом трьох польових сезонів.
Саме Юрій Болтрик знайшов Північну могилу кургану. Окрім того, Юрій Болтрик встановив, що враховуючи колосальні працевитрати на зведення поховальної споруди, присутність поховань залежних осіб, поховання породистих верхових коней та високу якість поховального інвентарю, курган Огуз, безпосередньо слід вважати усипальницею скіфського царя. Достеменно ім'я цього царя невідоме, проте, цілком імовірно, що це міг бути спадкоємець скіфського царя Атея, який загинув 339 року до н. е. у битві з батьком Олександра Великого — Філіпом II.

#### Початок дослідження
У 1979 році спеціально створена Таврійська експедиція Інституту археології АН УРСР під керівництвом Юрія Болтрика розпочала дослідження.
До початку роботи експедиції понад дві третини насипу і підкурганного простору залишалися неторканими. Розкопані траншеї, які простояли 7 років після роботи Херсонської експедиції, частково були засипані через руйнування високих країв.

#### Хід роботи
- У сезоні 1979 року була знята частина насипу, що залишилася. Розчищені й зафіксовані ділянки крепіди, під схилами кургану виявлено кільцевий рів, простежено конструктивні особливості насипу.

- 1980 року — повністю знятий насип і досліджена значна частина підкурганного простору. Поблизу центральної могили, відкритої в 1894 року Миколою Веселовським, виявлена ритуальна доріжка, вистелена камкою (морською травою). У північній межі кургану була виявлена невідома раніше бічна північна могила. Завдяки ретельній роботі дослідників було знайдено багато загублених раніше речей (як попередніми дослідниками, так і грабіжниками).

- Сезон 1981 року був завершальним. Остаточно досліджені залишки вже відомих поховань, а також виявлені нові: кінська могила, яка є частиною основного захоронення; поховання воїна-лучника;[3]

Оскільки Сірогозький район здебільшого аграрний, на розкопках використовувалася малопотужна техніка. Як свідчать археологи, час від часу застосовувалися практично всі наявні в районі технічні засоби.
Так, під час розкопок насипу використовувалися маленькі скрепери (6 одиниць) та бульдозери на базі трактора ДТ-75. Окрім того, з Каховки доставили великий тракторний скрепер С-100.
|                                                             |
| Розкопки кургану експедицією під керівництвом Юрія Болтрика |

|                                                                                              |
| Вигляд кургану Огуз з півдня. На передньому плані вхідна яма центральної поховальної споруди |

#### Підсумки дослідження
Таврійська експедиція провела остаточне дослідження залишків насипу і всіх підкурганних будов. За цей час були повторно відкриті центральна поховальна будова, південна могила, виявлені раніше невідомі північна і західна могили, могила чотирьох коней. Був виявлений і досліджений кільцевий рів, який дозволив уточнити межі кургану, і залишки крепіди.
Розкопки кургану, які тривали в цілому дев'ять польових сезонів протягом дев'яноста років, були завершені.

## Опис кургану та знахідок

Схематична реконструкція кургану Огуз за Юрієм Болтриком. Художник — М. Ієвлєв

За часів Миколи Веселовського Огуз являв собою гігантський насип понад 20 метрів висотою і більше 380 метрів в окружності. Микола Веселовський, як досвідчений дослідник курганів Причорномор'я, зазначав: «Від Бердянська до Сірогоз (тобто протягом 187 верст), і на південь від цієї лінії я ніде не зустрічав кургану таких розмірів і такого стрункого».
Курган був оперезаний насипним валом, а між ними був рів глибиною понад 2 метри.
Лише об'єднані зусилля археологів чотирьох поколінь дозволили скласти повну картину будівництва цієї видатної поховальної пам'ятки. Отже, курган містив: центральну поховальну будову зі ступінчастим склепом і пов'язані з цією будовою могили вартового й чотирьох коней, а також Північну й Південну могили, впущені до вже наявного насипу.

### Насип
Насип кургану, об'ємом 140 тисяч м³ (за іншими даними — 117 тисяч м³), був зведений з дернових блоків у декілька підходів. Основний будівельний матеріал кургану — блоки з дерну — довозився із долини Сірогозької балки, розташованої за 3—5 кілометрів від місця робіт. Курган оточувало кільце крепіди з вапняку, який довозили, ймовірно, з берегів Дніпра за 50 кілометрів. Для крепіди й склепу було доставлено близько 5 тисяч м³ каменю.

### Крепіда
Крепіду було укладено на схилі насипу, а на деякій відстані від неї насип оточував великий рів, діаметр якого 125—130 м, ширина 4—6 м, глибина до 3,5 м. Глина, яка викидалася із рову, укладалася ззовні й слугувала підмурком зовнішнього валу.

### Центральна поховальна будова
Центральна поховальна будова кургану складалася з вхідної ями з чотирма нішами по кутах і сліпим ходом, довгого підземного коридору, величезного квадратного в плані котловану, у стінках якого містилися три ніші. До котловану вели два спуски-пандуси. У його центральній частині було збудовано кам'яний склеп площею близько 41 м². Слід зазначити, що в поховальних пам'ятках Скіфії кам'яні склепи невідомі. За архітектурними особливостями склеп Огуза можна віднести до тих боспорських склепів, які будували давні греки. Очевидно й склеп Огузу будували наймані грецькі майстри.

### Поховання слуг і коней
При закінченні досліджень кургану, 1981 року, було віднайдено окрему кінську могилу, що знаходилася на захід від котловану на стежці в тілі кургану. Могила лишалася незакладеною до моменту кінцевого формування насипу. Тут було поховано чотирьох коней — троє прикрашені золотою вуздечкою й осідлані, на грудях у двох бронзові бляхи, четвертого коня загнуздано культовою вуздечкою з ікол тварин і неосідлано.
Цілком імовірно, що ці коні призначалися для слуг, похованих у нішах центральної поховальної будови (у північній ніші — поховання жінки, у західній підлітка й дорослого, можливо, жінки, східна ніша була порожня). Коня з культовою вуздечкою слід, напевно, співвіднести з цією порожньою нішею, решту ж коней з похованнями супроводжуючих осіб із північної та західної ніш, причому кінь без нагрудника, ймовірно, призначався підліткові.
Це кінське поховання, що збереглося неушкодженим, дає можливість пояснити та реконструювати знахідки комплектів кінської амуніції з підземного коридору — дромосу, здобутих самовільними розкопками селян. До того ж золоті набори вуздечки з окремої кінської могили й дромосу були абсолютно ідентичні й різнилися тільки за наявністю золотих нагрудних прикрас, що було зумовлено безпосередньою близькістю до основного поховання.
На жаль, ще у давнину склеп було двічі пограбовано і тому прикраси кінської вузди стали єдиною компенсацією археологам за нелегку працю.

### Північна могила
Відкрита 1980 року Північна могила також виявилася пограбованою, але в ґрунті заповнення вхідної ями та підземної поховальної камери вдалося зібрати чимало решток поховального інвентарю.
У могилі була похована дружина чи донька скіфського царя, тому серед знахідок домінували дрібні золоті прикраси та аплікативні бляшки від одягу — загалом близько 6 тисяч предметів. Серед них сережка у вигляді скульптурного зображення сфінкса, бляшки з ликом великої скіфської богині та скіфом, що стоїть перед нею, а також бляшки із зображеннями персонажів античної міфології: Афіни. Аполлона, Геракла, Горгони: підвіски у вигляді лева, барана, чоловічих облич.
Особливе місце в комплексі золотих виробів посідають декілька зразків мікроскульптури (мініатюрних об'ємних виробів), серед яких виділяються антична жіноча голівка розміром 6 мм та триміліметрове зображення протоми грифона, паяне з дев'яти частин і з такою ж мініатюрною підвіскою у вигляді виноградного грона.

Розташування срібних оздоб оголів'я коней із Північної могили. Реконструкція О. Фіалко

Виконавцями цих невеличких шедеврів були давньогрецькі ювеліри, можливо, боспорські майстри. Ці знахідки підтверджують повідомлення античних авторів про те, що грецькі ювеліри виготовили золоту квадригу з колісницею, яка була завбільшки з муху.
Скіфську аристократку було поховано у розкішному дерев'яному античному саркофазі, від якого збереглися шматки алебастрової ліпнини з позолотою на блакитному тлі й багато фрагментів, вирізаних за контуром гравійованих пластинок зі слонової та трубчастої кістки, що прикрашали його стінки.
За сюжетами зображень ці кістяні платівки поділялися на дві групи. Першу, нечисленну, складали антропоморфні зображення, виконані зі слонової кістки. До другої відносились фрагменти, що утворювали складний рослинний орнамент, у якому можна виділити стебла рослин, пелюстки, пальметки, листя аканта, квіти, розетки.
Цей набір наштовхнув дослідників на думку про широко розповсюджений сюжет світового дерева, виконаний античним майстром, та перегукується із зображальними рядами на предметах античної торевтики — пекторалі з Товстої могили, вазі й гориті з кургану Чортомлик. До деталей саркофага відносяться й п'ять кістяних циліндрів з великим наскрізним та малим бічним отворами — вони були деталями шарнірної конструкції, на якій закріплювалося віко саркофагу.
Серед інших предметів з кістки виділяються: кістяні платівки-накладки до дерев'яної скриньки, форму якої легко встановити саме завдяки цим платівкам; складні веретена, косметична лопатка.
У придонній частині вхідної ями Північної могили (на глибині 5,7 м) збереглося поховання трьох коней з багатими срібними вуздечками фракійського типу. Нащічні бляхи у них були оздоблені рельєфними зображеннями вершника у легкому одязі, який вбиває пантеру; крилатого божества, що бореться з левом; сценою шматування оленя грифонами. Ці коні були запряжені у візок, розмальовані борти якого закривали вхід до поховальної камери. Візок був накритий тентом, прикрашеним бронзовими платівками, вирізаними з тонкого листа у вигляді дисків, трикутників, ромбів, стилізованого контурного зображення змієногої богині, великих ажурних платівок у формі пальметок та прикрашених меандром стрічок.
Нагромадження цих прикрас було знайдено у заповненні вхідної ями. Бляхи лежали на ділянці розміром 2×4 м чотирма-шістьма шарами. Судячи з усього, їх було нашито на тканину, згорнуту й кинуту до вже частково засипаної вхідної ями поховання.

### Південна могила
Південна могила знаходилася у 56 м на південь від центру кургану, поблизу вхідної ями центральної поховальної будови та з'єднувалася з нею грабіжницьким ходом. Могила була, власне, катакомбною глибиною 4,4 м з підземною камерою площиною близько 24 м². Через стародавнє пограбування та невдалі розкопки Вадима Рота інформація стосовно цієї могили була мінімальною. Можна лише припустити, що поховано в ній було жінку царського роду.

## Галерея частини знахідок

Нашивна платівка із профільним зображенням людини
Золота платівка нашивна із зображенням богині із дзеркалом та молодого скіфа
Платівка нашивна золота із зображенням богині Афіни у шоломі
Золоті платівки із зображенням рогатих грифонів
Золоті платівки із зображенням Горгони Медузи
Золоті платівки із зображенням Діоніса
Фігурні підвіски у вигляді голови молодого негра з привіскою у вигляді грона
Металеві ажурні прикраси тенту візка з Північної могили

## Боспорські риси
Огуз в прямому і переносному сенсі стоїть між масивом великих скіфських курганів і боспорськими курганами. По-перше, географічно Огуз найпівденніший у ряді скіфських курганів-гігантів, по-друге, в ньому яскраво присутні елементи скіфського поховального обряду (складні підземелля, кінські могили, кільцевий рів тощо) і елементи поховальної традиції Боспора (кам'яний склеп, довгий дромос, дерев'яні саркофаги).
Боспорські риси кургану Огуз вчені пояснюють економічним і культурним піднесенням Боспорського царства і відповідним за часом розквітом Скіфії.

## Сьогодення
- Курган Огуз став першим в Україні, на якому після дослідження був реставрований насип. Товариство охорони пам'яток історії та культури України реконструювало насип у 1988 році.
- У вересні 2009 року за кошти громади Нижньосірогозького району на одному із найбільших курганів, що розташовані на території району — кургані Огуз поновлено та упорядковано пам'ятний знак, на якому викарбувано такі слова:

Курган «Огуз» — сімейна усипальниця Скіфського царя другої половини 4-го ст. до н. е.